# Taguaí
Taguaí este un oraș în São Paulo (SP), Brazilia.